# Aphonopelma moderatum
Aphonopelma moderatum es una especie de araña migalomorfa del género Aphonopelma, familia Theraphosidae. Fue descrita científicamente por Chamberlin & Ivie en 1939.
Habita en los Estados Unidos. Comúnmente llamada tarántula dorada del Río Grande, ya que se encuentran en el Valle del Río Grande de Texas.

"Las hembras y los machos subadultos son morfológicamente únicos y pueden identificarse fácilmente por poseer un cuerpo anaranjado interrumpido por bandas claramente oscurecidas (negras o marrón oscuro) en las patelas, los metatarsos y los tarsos".